# Jules Corrard des Essarts
Jules Corrard des Essarts est un homme politique français né le 6 mars 1865 à Nancy (Meurthe-et-Moselle) et mort le 18 septembre 1911 à Vanves.
Avocat à Lunéville, il est conseiller municipal et député de Meurthe-et-Moselle de 1902 à 1906, inscrit au groupe de l'Action libérale.

## Biographie
Cinquième enfant de Théodore, Jules, Edmond, Corrard des Essarts, né à Nancy, 15bis place Lafayette, le lundi 6 mars 1865, il est le neveu de l'architecte Jean Ferdinand Corrard des Essarts. Il fait ses premières études et sa 1re communion, comme interne, au collège de la Malgrange à Nancy. En 1879, il entre comme externe en classe de 3e au collège Bx Pierre Fourrier à Lunéville, où son père vient d'être nommé juge de paix.
En 1882, il est reçu au baccalauréat ès-lettres 1re partie, et l'année suivante, à la philosophie. Il se destine à la carrière militaire mais, se trouvant peu de dispositions pour les mathématiques, il bifurque vers le droit dont il suit les cours à la faculté de Nancy, tout en continuant à habiter chez ses parents à Lunéville.
Il est licencié en droit en 1887, prépare quelque temps le doctorat qu'il abandonne comme trop onéreux, et fait son service militaire en qualité de volontaire d'un an au 94e de Ligne, à Bar-le-Duc. Il sort no 1 du cours avec le grade de caporal, refusant celui de sous-lieutenant dans la réserve.
De retour du régiment, il passe quelques jours à Monaco, chez son oncle Ferdinand Corrard des Essarts, puis fait partie d'un pèlerinage lorrain à Rome, où en compagnie de Traxelle, Castara et autres, il est reçu en audience solennelle par le Pape Léon XIII. Vision inoubliable qui le suivra toute sa vie.
Il se fait inscrire en 1889, comme avocat au barreau de Lunéville et commence à plaider. Il traite peu d'affaires, malgré un réel talent de parole.
Déjà, la politique l'attire. Comme étudiant en droit, il est affilié au parti socialiste-chrétien qu'Albert de Mun forme à Paris. Avec ses amis étudiants, de jeunes avocats, Becker, Castara, Mequillet, de Niceville, etc., il parcourt chaque dimanche les villages voisins, faisant des conférences qui réunissent le plus souvent un auditoire sympathique. Le pays se trouve en pleine crise de Wilsonisme, Panama, Boulangisme, manifestations de la Ligue des patriotes, affaire Dreyfus.
À Lunéville même, Jules Corrard des Essarts devient un des dirigeants du Cercle catholique d'ouvriers dont il organise l'extension, de concert avec M Stef. Il coopère aux œuvres d'assistance ouvrières : achat de charbon en commun, bureau de placement principalement en faveur des Alsaciens-Lorrains libérés de la Légion Étrangère où ils sont venus servir en grand nombre, ne voulant pas être soldats allemands. Sa popularité grandit chaque jour dans les milieux ouvriers qui reconnaissent en lui leur défenseur et leur guide.
À ce moment, le conseil municipal de Lunéville est composé en totalité de radicaux. Aux élections municipales de 1896, son influence sur les ouvriers fait entrer au conseil les deux principaux chefs de l'opposition libérale, MM. Edmond Guérin et Georges Keller, directeur propriétaire de la faïencerie de Lunéville ainsi que Jules Corrard des Essarts.
Aux élections législatives de 1898, personne dans le parti libéral n'ose affronter la lutte, tellement la situation électorale du député sortant, Nicolas Fenal, faïencier à Pexonne, semble inattaquable. À 8 jours des élections, Corrard se présente avec le soutien du Cercle catholique sous l'étiquette de " Candidat catholique républicain, anti-juif" ainsi que "libéral et indépendant". Ses adversaires politiques le prennent en dérision : la bourgeoisie réactionnaire le considère comme un socialiste dangereux, mais le clergé des campagnes qui a retrouvé sa liberté par l'abrogation du Concordat, marche comme un seul homme en sa faveur.
La lutte est rude, les ouvriers n'abandonnent pas leur candidat. les manifestations se succèdent en sa faveur aux cris de "Vive Corrard, à bas les juifs". On est encore en plein dans l'affaire Dreyfus. Les affiches électorales se succèdent, violentes, parfois insultantes. À un manifeste du parti radical présidé par M. Erard, meunier à Jolivet, qui reproche à Corrard d'être avocat sans cause, entretenu par ses parents, Corrard répond par l'affiche suivante qui donne le ton des polémiques en cours :

« Monsieur Fenal qui a fui toutes les réunions publiques où chacun aurait pu exposer son programme, me fait insulter par M. Erard.
M. Erard me reproche d'être avocat sans causes. Je ne lui reprocherai pas, moi, d'être meunier sans sacs de blé dans ses greniers.
Ouvriers qui avez vu le prix du pain augmenter ces jours derniers, vous en savez quelque chose.
A bas les spéculateurs et mépris aux insulteurs qui reprochent à un démocrate de n'être pas riche. »

Au dépouillement du scrutin, après une campagne de 8 jours, au cours de laquelle il n'a pu visiter tous les villages, Corrard obtient 8 500 voix contre 11 000 à son concurrent M. Fenal.
Du coup, son nom est en vedette. Aux élections de 1902, un comité se forme composé par M. Michaux, directeur des cristalleries de Bacarrat, de Klopstein, directeur de la fabrique de glaces de Cirey, de Bouvier, gros propriétaire influent de Bayon, de Turckeim de l'usine des wagons, Guérin, directeur de la faïencerie de Lunéville. Des représentants des ouvriers font partie du comité, l'argent afflue.
Le parti radical est en désarroi. Il est difficile de trouver un homme capable de lutter contre le favori des travailleurs, qui est lui-même documenté sur toutes les questions sociales, ardent à la lutte et orateur populaire d'un réel talent. En désespoir de cause on se rabat sur la maire de Lunéville, M. Ribierre, ex-pharmacien, homme de mince valeur mais populaire dans la ville par sa bonhomie et son laisser-aller. Au scrutin, Corrard arrive en tête avec 10 500 voix, contre 9 000 à son concurrent. Il n'a pas la majorité absolue, il y a ballottage.
Au second tour, dans le but d'enlever à Corrard les suffrages de la campagne, le parti radical lui suscite un nouvel adversaire en la personne de M. Suisse, cultivateur-propriétaire à Monel, vice président du comice agricole. M. Suisse est un républicain libéral, très honnête homme mais résolument hostile aux idées sociales du Comte de Mun, mises en valeur dans l'arrondissement par la candidature Corrard.
Au cours de cette semaine, les réunions toujours contradictoires et publiques tenues par Corrard se succèdent sans interruption. Elles sont souvent tumultueuses et violentes. À Gerbéviller, que la famille Corrard habite depuis 1865, le candidat, malgré sa grande habitude des assemblées électorales, a beaucoup de mal à se faire entendre. On lui reproche son intimité avec le Marquis de Gerbéviller ; la conduite réactionnaire de son père au 16 mai, alors qu'il était juge de paix. On le traite alternativement de calotin, de royaliste, de révolutionnaire.

### Député de Lunéville - le 11 mai 1902
Au soir du scrutin, les voix se répartissent de la façon suivante :
- Corrard des Essarts : 12 000 voix - élu.
- Ribière : 6000 voix
- Suisse : 4 000 voix

Des manifestations enthousiastes ont lieu toute la soirée devant la demeure de Jules Corrard et au siège de son comité.
La Lorraine s'est donc libérée[non neutre] d'un coup du bloc Dreyfusard et Combiste. En effet, Marin, Gervaise, Fery de Ludre sont élus à Nancy, Lebrun dans la Meuse, Ferette dans les Vosges, tous députés nationalistes.
Grâce aux efforts de Corrard, en 1904 la majorité du conseil municipal est elle-même renversée. Henri Castara devient maire; les radicaux ne possèdent plus que 3 voix, Ribierre, Maquillet et Langenhagen. Corrard était lui-même entré au conseil municipal en 1900.
Le nouveau député s'installe à Paris, boulevard Malesherbes. Il prend à son service son ancienne ordonnance du 94e de Ligne, H Hebert, qu'il fera entrer à la Préfecture de Police comme gardien de la paix et qui fera fortune plus tard comme directeur d'une biscuiterie aux environs de Paris.
Il est inscrit au parti national présidé par Jacques Piou.
Comme député, il prend pour la première fois la parole à la tribune de la Chambre, en février 1903, dans l'affaire de l'Abbé Delsor
L'Abbé Delsor, ancien député protestataire au Reischtag pour l'arrondissement de Ribeauvillé, est un des hommes les plus influents et l'un des chefs du parti autonomiste d'alors, dont la doctrine tient en ces mots :

« Ne pouvant être Français
Ne voulant pas être Allemands
Nous serons Alsaciens »

L'Abbé DELSOR de passage à Lunéville est invité par Corrard à faire dans la salle des fêtes du Cercle catholique de Lunéville, une conférence sur l'Alsace destinée aux Alsaciens et à leur famille, conférence n'ayant aucun but politique puisque femmes et enfants y sont conviés.
Au moment où il se rend à cette réunion, à 8 heures du soir, l'Abbé Delsor est interpellé par le Commissaire de police de la ville qui lui notifie un arrêté immédiat d'expulsion du territoire français. L'arrêté dans lequel l'Abbé Delsor est qualifié de "sujet allemand" est signé du Président du Conseil, Ministre de l'Intérieur, Émile Combes et mis à exécution à l'instant même. L'Abbé Delsor regagne la frontière à Avricourt sous la garde de policiers en civil.
L'événement est passé inaperçu à Lunéville, mais les journaux s'emparent de l'affaire qui produit une grande effervescence non seulement en Lorraine mais en Alsace annexée, où elle satisfait grandement le parti allemand.
Corrard interpelle le Gouvernement. dans son discours à la Chambre, discours reproduit dans tous les journaux de l'opposition, il relate les faits simplement et sans animosité, au sujet de l'Alsace puis s'arrimant, paraphrasant la parole de Gambetta : "Pensons y toujours, n'en parlons jamais" il prononce ces mots qui emportent les applaudissements de la plus grande partie de l'assemblée :"Ce silence, M. le Président du Conseil, que nous n'avons jamais considéré comme l'oubli, vous l'avez interrompu volontairement sans y être contraint par aucune nécessité ; vous l'avez interrompu sciemment, sachant que vous alliez blesser les Alsaciens - Lorrains par les mots "sujet allemand" ; vous l'avez interrompu d'un verbe brutal, comme si vous aviez voulu abolir un rêve en réveillant une douleur."
Dans sa réponse assez vague, le ministre Combes affirme que par l'expulsion de l'Abbé Delsor, il a voulu seulement empêcher le retour des scènes tumultueuses dont Lunéville est souvent le théâtre, et sur les mots "sujet allemand", ne sont qu'un terme administratif. Puis il attaque violemment Delsor en sa qualité d'autonomiste et accuse les partis de l'opposition principalement en Lorraine de jouer du patriotisme dans un but électoral. Ribot prend alors la parole et, dans une magistrale improvisation, fustige le Ministère tout entier. Il l'accuse de ne rien comprendre à l’âme alsacienne et par son décret d'expulsion, d'avoir encouragé le mouvement de désaffection à la France, poursuivi depuis 30 ans par l'Allemagne. Au scrutin, la majorité du Ministère Combes qui est normalement de 150 voix, est descendu en dessous de 50.
Au cours de la législature, Corrard devait encore prendre plusieurs fois la parole sur des questions administratives. Il est appelé dans de nombreuses villes pour y faire des conférences politiques, notamment à Lyon et Genève.

### Son mariage 25 avril 1904
Le 25 avril 1904, il épouse à Nancy Marie-Antoinette Didierjean, née en 1874, fille du Comte Didierjean, décédé (Comte du pape), ancien directeur des cristalleries de St Louis, en Lorraine annexée. Cérémonie célébrée à St Epvre par l'Abbé Fruminet, curé de Lunéville. Témoins : les députés de Nancy, Comte de Ludre et Gervaise. Lunch assis au grand-hôtel de Nancy - dot 400 000 fr. Le nouveau ménage s'installe à Paris, 182 Boulevard Péreire (XVIIème). Le 16 septembre 1906, naît une fille, Bernadette, et en 1911 une seconde fille, Marie-Antoinette, qui épousera le 4 juin 1934 M. André Imbernotte, industriel à Courbevoie. 

### Les élections de 1906
Aux élections législatives de 1906, Corrard se présente de nouveau dans l'arrondissement de Lunéville. La lutte électorale est rude. Les campagnes ont été fortement travaillées par le parti radical battu en 1902. L'adversaire, candidat officiel, Raoul Mequillet, avocat de talent à Lunéville, transfuge du parti royaliste (il a naguère été saluer le Comte de Paris en Suisse) est ardemment soutenu par tout le fonctionnarisme de l'arrondissement.[non neutre] Au reste, Corrard semble avoir perdu de son ardeur et de son enthousiasme d'autrefois. Il est désabusé, fatigué, peut-être souffre-t-il déjà de la maladie qui l'emportera quelques années plus tard. Pourtant, le monde ouvrier à qui chaque année il a rendu compte de ses mandats lui reste fidèle, mais beaucoup d'hésitants se rallient au candidat qui dispose des faveurs gouvernementales.
Au scrutin, Corrard obtient plus de 11 000 voix, Mequillet 10 500. Il y a ballottage. C'est une grave désillusion pour les partisans de Corrard. Ils se découragent et au scrutin suivant, Mequillet est élu avec 100 voix à peine de majorité.
Sans situation désormais, Corrard hésite à reprendre sa robe d'avocat, à demeurer dans la politique en écrivant dans les journaux, ou à chercher une situation dans une société où ses connaissances en droit pourraient lui servir. Dans tous les cas, il ne veut pas rentrer à Lunéville où, par la politique, il s'est fait de nombreux ennemis, non plus qu'habiter Nancy, où sa femme a conservé dans la haute bourgeoisie, des relations ou une parenté qui lui déplaisent.

### Entré à la rue d'Uzès - 1908
En 1908, il entre comme commanditaire appointé dans la maison de commerce de son beau-frère Alexis, 10 rue d'Uzès, avec un apport de 280 000 fr, constitué par une bonne part de la fortune de sa femme. Il vient de perdre sa belle-mère, Madame Didierjean, ainsi que le frère de sa femme, Antoine Didierjean, capitaine d'Artillerie. Les affaires de la rue d'Uzèsvont mal et il s'en retire peu après. 
Il est déjà sérieusement malade, se plaint de douleurs à la nuque et doit faire, sans résultat, une saison aux eaux de Martigny près Vittel en 1909. Au cours de 1910 son caractère change, il devient violent, perd la mémoire, parle beaucoup, se montre d'une générosité excessive. les médecins inquiets demandent une consultation du célèbre docteur BABINSKY, neurologiste, lequel diagnostique un début de paralysie générale et prescrit son transfert dans une clinique.
Il entre dans une maison de santé à Vanves, près de Paris, où, après une ou plusieurs périodes de rémission, il s'affaiblit moralement et physiquement de jour en jour. Il se rend parfois compte de son état, mais le plus souvent demeure indifférent à tout ce qui l'entoure, même à sa famille.
Le 20 janvier 1911, naît à Paris, Avenue de la Grande-armée où il a installé sa famille avant d'entrer dans la maison de santé de Vanves, sa seconde fille, Marie-Antoinette, qu'il ne connaîtra pas.
Il meurt doucement, le 18 septembre 1911 dans la maison de santé de Vanves. Inhumation provisoire au cimetière de Saint-Ouen, en attendant son transfert à Nancy, dans le tombeau de famille de Préville, lequel aura lieu en 1912.
Sa veuve, Marie-Antoinette Didierjean, se remarie en 1913 avec M. Bardel de Jugnac, directeur à Paris d'une agence de banque. Elle en aura un fils, Charles Bardel.

## Blason
La famille Corrard des Essarts porte : d'argent à 3 têtes de faucons arrachées de sable.

## Sources
- « Jules Corrard des Essarts », dans le Dictionnaire des parlementaires français (1889-1940), sous la direction de Jean Jolly, PUF, 1960 [détail de l’édition]
- "Les Cahiers de Ba" site familial transcription des mémoires de son jeune frère le Colonel Marie Ernest Alfred Paul Henry dit Gabriel Corrard des Essarts
- Jean El Gammal, François Roth et Jean-Claude Delbreil, Dictionnaire des Parlementaires lorrains de la Troisième République, Serpenoise, 2006 (ISBN 2-87692-620-2 et 978-2-87692-620-2, OCLC 85885906, lire en ligne), p. 144